# Atrichomalus
Atrichomalus is een geslacht van vliesvleugeligen uit de familie Pteromalidae. De wetenschappelijke naam van dit geslacht is voor het eerst geldig gepubliceerd in 1956 door Graham.

## Soorten
Het geslacht Atrichomalus is monotypisch en omvat slechts de volgende soort:
- Atrichomalus trianellatus Graham, 1956